# Škrgonošci
Škrgonošci (lat. Branchiopoda) razred rakova, obuhvaća uglavnom malene slatkovodne rakove koji se hrane planktonom i detritusom. Podijeljeni su na tri podrazreda.

## Podrazredi
- Subclassis Calmanostraca Tasch, 1969
- Subclassis Diplostraca Gerstaecker, 1866
- Subclassis Sarsostraca Tasch, 1969